# Luisa Vecina
Luisa Vecina es una deportista española que compitió en taekwondo. Ganó una medalla de oro en el Campeonato Europeo de Taekwondo de 1996 en la categoría de –60 kg.

## Palmarés internacional
| Campeonato Europeo | Campeonato Europeo   | Campeonato Europeo | Campeonato Europeo |
| Año                | Lugar                | Medalla            | Categoría          |
| ------------------ | -------------------- | ------------------ | ------------------ |
| 1996               | Helsinki (Finlandia) | Medalla de oro     | –60 kg             |